# Rakitniki
Rakitniki (ros. Ракитники) – osiedle w Rosji, w obwodzie nowosybirskim, w rejonie kujbyszewskim. W 2021 niezamieszkana.